# アムステルビール

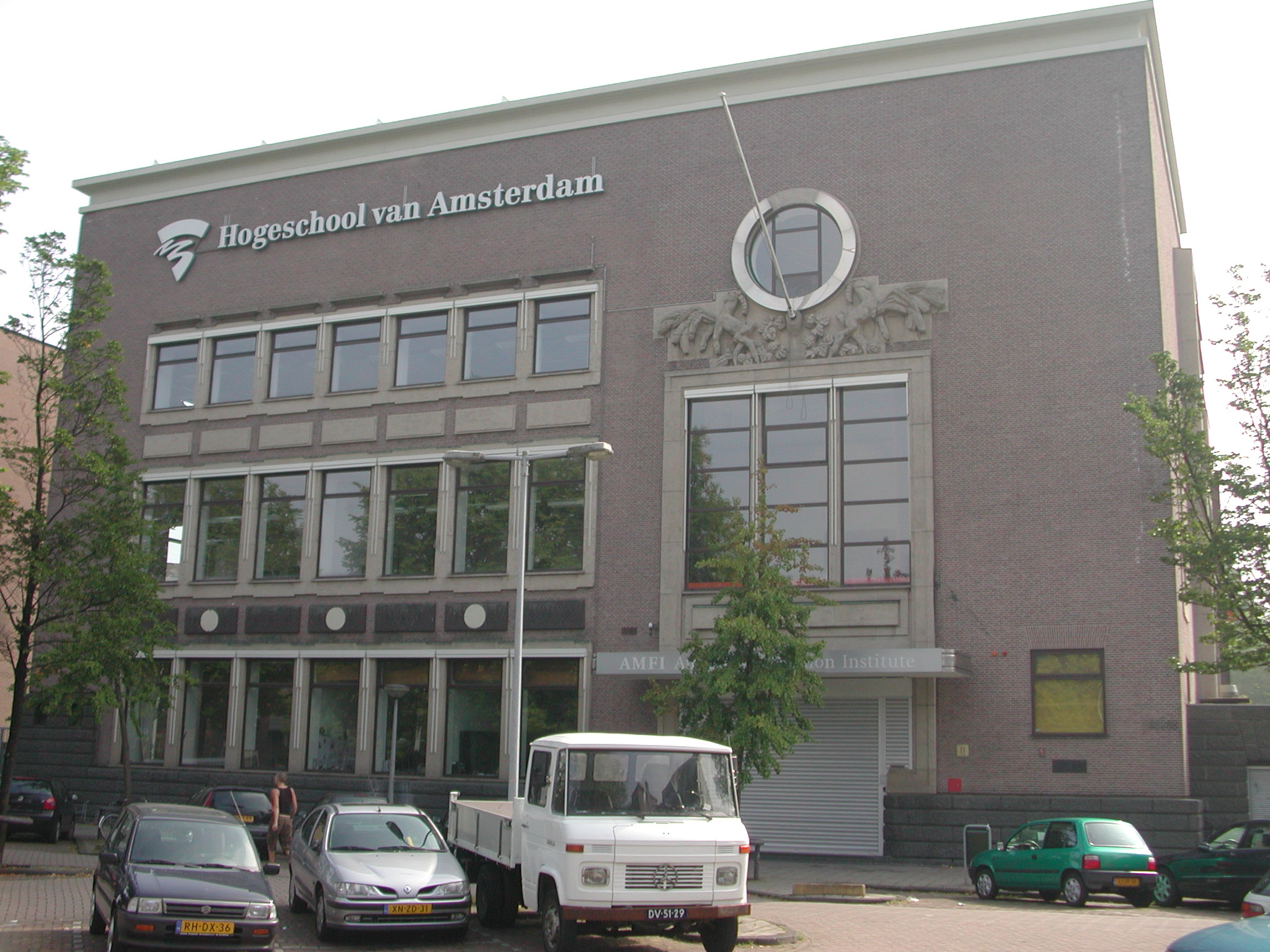

アムステルビール（蘭: Amstel bier）は、1870年に創立されたオランダのビールブランド、ブランド名は酵造所の近くを流れるアムステル運河に由来。欧州を代表する三大ビールブランドの一つである。国内では、ハイネケン、グロールシュ、ババリアに次ぐ4位。
1968年にハイネケンに買収されハイネケングループの傘下にある。ただし現在もアムステル(Amstel)のまま販売されている。

## 特徴
水は、アムステル運河の上流にある氷のみを採取し使用している。麦はオランダ国内またはフランスなどの麦を使用。
- ゴールド(Gold)国内では、ゴールドが人気でアルコール度数7%のビールである。

- ボック(Bock)は、ベルギーやドイツで人気が高く、赤色のビールであり、濃厚で少し甘い。

- ブライト(Blight)は、海水を浄化した水と運河の天然水を合わせて、青色に加工したビール。

- ライト(Light)は、通常のラガービールと同様で、アメリカで人気がある。

他にもモルト(Malt)や1870といった商品が存在する。

## スポンサー
- CONMEBOLリベルタドーレス/CONMEBOLスダメリカーナ
- UEFAヨーロッパリーグ
- アムステルゴールドレース冠スポンサー
- KNVBカップ
- アヤックス・アムステルダム